# European Psychologist
Die Zeitschrift European Psychologist (Eur Psychol) ist ein multidisziplinäres Journal, das sich als „Stimme der Psychologie in Europa“ versteht. Sie ist offizielles Organ der Europäischen Föderation der Psychologenverbände (EFPA). Neuigkeiten und Ansichten der EFPA werden ebenso dargestellt wie Artikel zu einem breiten Spektrum der Psychologie.
Die Zeitschrift wird in folgenden Datenbanken indexiert: Current Contents/Social and Behavioral Sciences (CC/S&BS), Social Sciences Citation Index (SSCI), ISI Alerting Services, Social SciSearch, PsycINFO, PASCAL, PSYNDEX, ERIH und Scopus.